# Erdman Penner
Erdman Heinrich „Ed“ Penner (* 17. Januar 1905 in Rosthern, Saskatchewan; † 10. November 1956 in Los Angeles, Kalifornien) war ein kanadischer Drehbuchautor, Liedtexter und Musiker.

## Leben
Ed Penner wurde 1905 als Sohn der Russlandmennoniten Dr. Erdman Penner (1873–1960) und Blanche Penner (1880–1962) im kanadischen Rosthern geboren. Sein Großvater, der ebenfalls Erdman Penner (1837–1907) hieß, war in den 1870er Jahren aus dem Russischen Kaiserreich nach Manitoba ausgewandert und dort als Geschäftsmann erfolgreich.
Penner studierte an der University of Saskatchewan, später an der American Academy of Art in Chicago und zuletzt an der American School for Writers in Hollywood. Seit Mai 1935 war er für Walt Disney Productions tätig. Penner lieferte und adaptierte unter anderem die Stories für Filme wie Pinocchio, Fantasia, Musik, Tanz und Rhythmus, Die Abenteuer von Ichabod und Taddäus Kröte, Cinderella, Alice im Wunderland, Peter Pan und Susi und Strolch. Er blieb für Disney bis zu seinem frühen Tod im November 1956 als Drehbuch- und Storyautor beschäftigt.
Er war mit Irene Penner (Grosse) verheiratet.

## Filmografie (Auswahl)
- 1940: Pinocchio (Story Adaptation)
- 1940: Fantasia (Story Development, Segment The Pastoral Symphony)
- 1941: Der Drache wider Willen (The Reluctant Dragon, Story, Segment Der Drache wider Willen)
- 1943: Victory Through Air Power (Dokumentarfilm, Story Adaptation)
- 1946: Make Mine Music (Story)
- 1948: Pecos Bill (Kurzfilm, Drehbuch)
- 1948: Musik, Tanz und Rhythmus (Melody Time, Story)
- 1948: Johnny Appleseed (Kurzfilm, Story)
- 1949: The Legend of Sleepy Hollow (Kurzfilm, Drehbuch)
- 1949: Die Abenteuer von Ichabod und Taddäus Kröte (The Adventures of Ichabod and Mr. Toad, Story)
- 1950: Cinderella (Story)
- 1951: Alice im Wunderland (Alice in Wonderland, Story)
- 1953: Peter Pan (Story)
- 1955: Susi und Strolch (Lady and the Tramp, Story)
- 1954–1957: Disney-Land (Fernsehserie, drei Episoden, Story)
- 1959: Dornröschen (Sleeping Beauty, Story Adaptation)